# 法宣寺の天蓋マツ

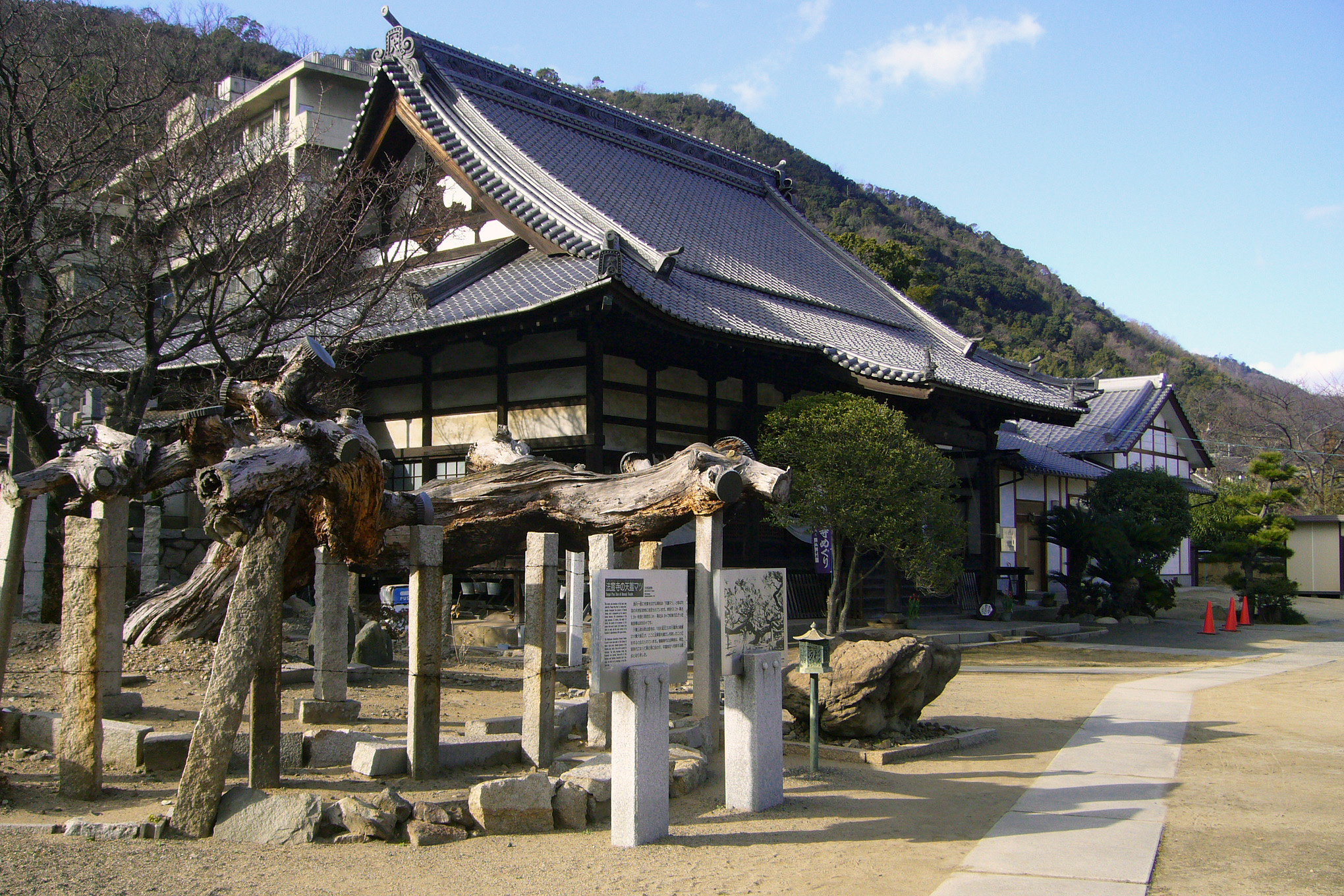
天蓋マツの切り株、右前方に由来の説明板とともに往時の樹勢盛んな姿を映した説明板が設置されている。

法宣寺の天蓋マツ（ほうせんじのてんがいマツ）は、広島県福山市鞆町後地の法宣寺境内に生育していたクロマツの巨木である。法宣寺の開基大覚大僧正手植えの木と伝えられ、推定の樹齢は630年とされていた。「まれに見るクロマツの名木」として1944年（昭和19年）に国の天然記念物に指定されたが、1991年（平成3年）夏に枯死している。

## 由来

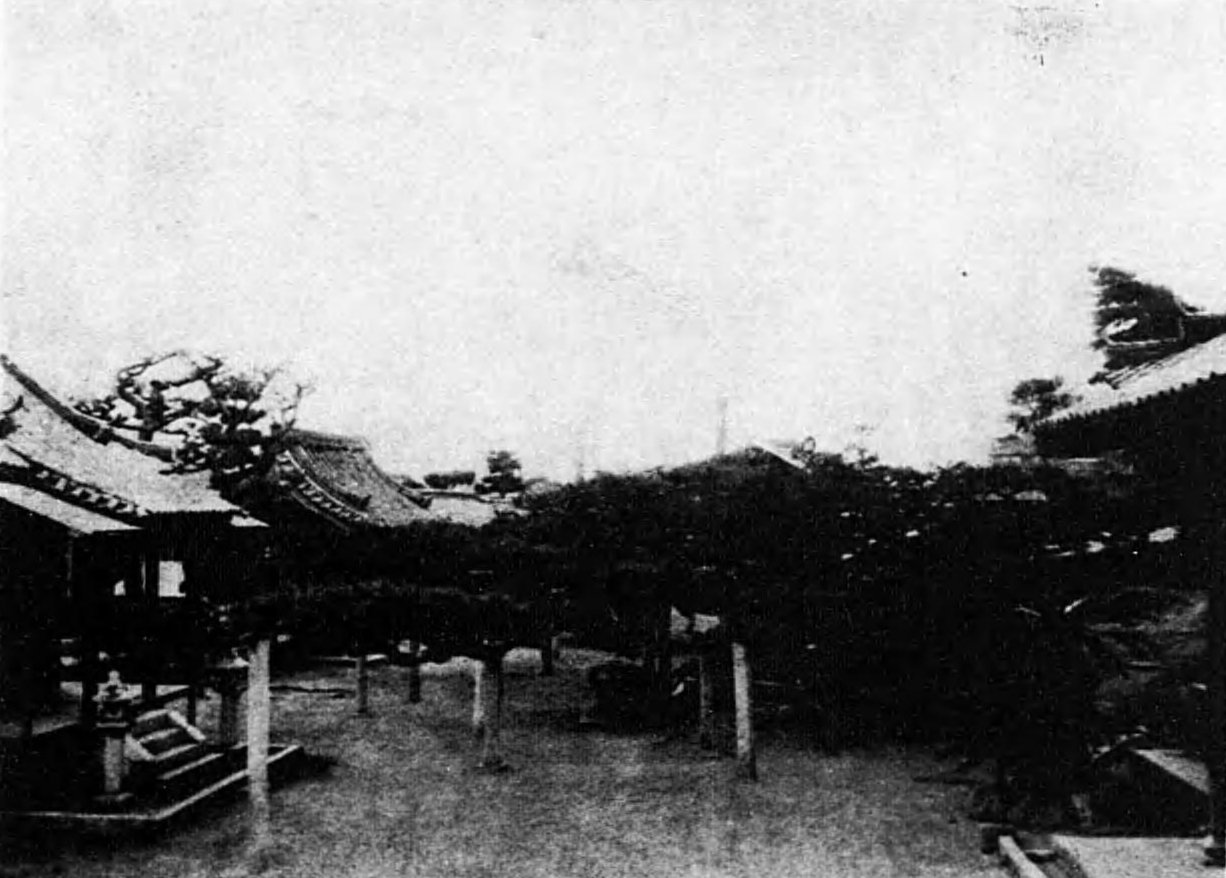
天蓋松の戦前の写真。

法宣寺は山号を「大覚山」といい、創建は南北朝時代の1358年（正平13年）である。開基は大覚大僧正と伝えられ、日蓮宗大本山妙顕寺（京都市上京区）の末寺である。大覚は諱を妙実といい、日蓮宗の高僧として後光厳天皇の信頼が厚い人物であった。1358年、大覚は鞆に上陸して法華堂を建立し、この地を拠点として説法を始めた。それ以後、鞆は西国における法華布教の重要拠点となり、法宣寺は三備（備前、備中、備後）日蓮宗の重要寺院となって存続し、江戸時代には朝鮮通信使の宿所として使用されていた。
法宣寺の本堂わきには、1本のクロマツの巨木が生育していた。このマツは大覚の手植えと伝えられ、その伝承が確かであれば樹齢は約630年であった。本堂の向かって左側から生え出たマツは、ほとんど本堂の前庭を覆うほどに大きく枝を広げていた。1984年（昭和59年）刊行の『日本の天然記念物5 植物III』によると、樹高こそ5メートル程度であったが、目通り幹囲は3.9メートル、根回りは5.2メートルあり、地上から1.6メートルのところで2つに分岐して北東方向と東南方向に枝を広げていて、北東方向へ伸びた枝は基部の周囲が2.76メートルあり、枝張りの長さは23.17メートルあった。南東方向へ伸びた枝は、基部の周囲が2.14メートル、長さは12.5メートルあった。この大きな枝張りから、枝葉の広がりの総面積は総面積は600平方メートルにも達していた。
このマツが呈する独特の樹形が仏像などに差し掛ける装飾の「天蓋」に似ているため、「天蓋マツ」という名称で呼ばれるようになった。天蓋マツは「まれに見る名木」として評価され、1944年（昭和19年）11月7日に当時の史蹟名勝天然紀念物保存法に基づき、国の天然記念物に指定された。
天蓋マツは1980年代後半まで、旺盛な樹勢を保っていた。しかし、1991年（平成3年）の夏に松くい虫の被害に遭って枯死し、1993年（平成5年）7月16日付で天然記念物の指定も解除された。法宣寺の境内には、支柱や切り株などが残されている。

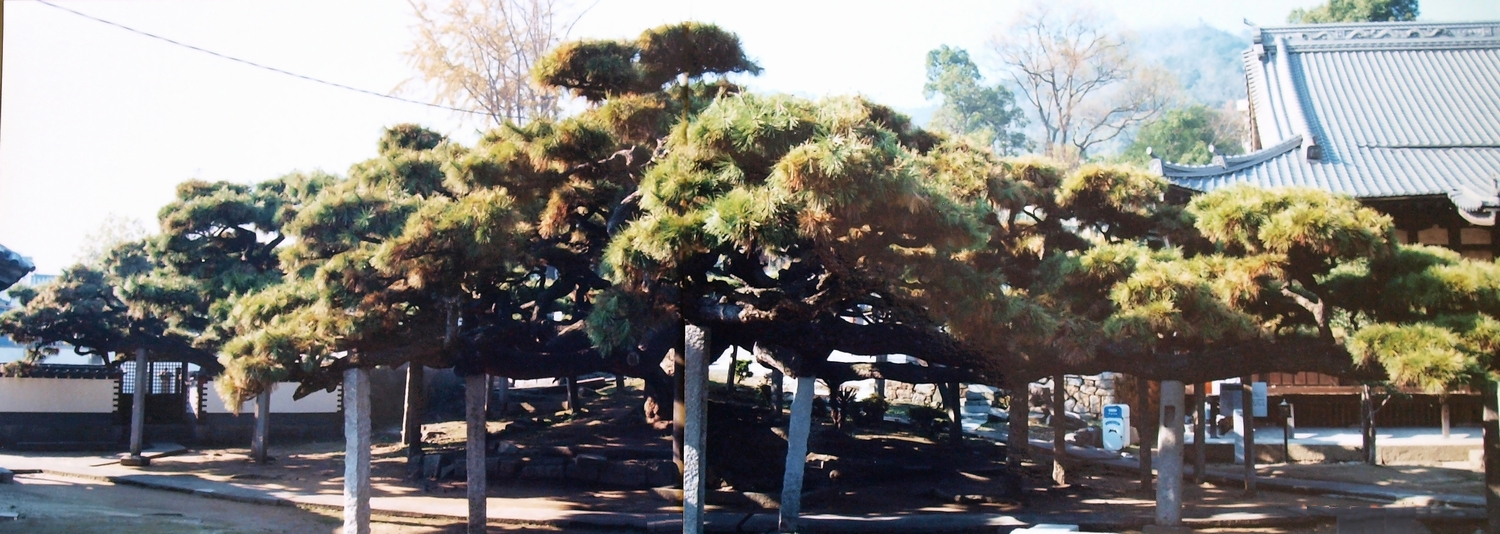
枯死する前の法宣寺の天蓋松

## 交通アクセス
所在地
- 広島県福山市鞆町後地1194-3 法宣寺境内

交通
- JR西日本山陽本線および山陽新幹線 福山駅から鞆鉄バスで30分、「鞆の浦」下車 徒歩10分。